# Fontrabiouse
Fontrabiouse (catalano: Font-rabiosa o Font Rabiosa) è un comune francese di 114 abitanti situato nel dipartimento dei Pirenei Orientali nella regione dell'Occitania.

## Società

### Evoluzione demografica
Abitanti censiti